# Sworzeń

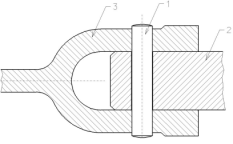
Połączenie sworzniowe: 1 - sworzeń; 2 - ucho; 3 - widełki.

Sworzeń – w budowie maszyn element połączenia ruchomego. Jest to najczęściej walec wykonany ze stali, mosiądzu bądź aluminium. W połączeniach pasowany jest luźno, np. sprzęgi przyczep czy maszyn rolniczych. Stosuje się także pasowanie mieszane: ciasno w jednej części i luźno w drugiej, np. tłok – korbowód. Sworzeń przenosi obciążenia – odpowiednio zginające lub ścinające. W połączeniach występuje razem z elementami zabezpieczającymi w postaci zawleczki, nakrętki, pierścienia osadczego sprężynującego (Segera) lub płytki osadczej.

## Podział sworzni
Wyróżnia się kilka rodzajów sworzni, m.in. sworznie:
- bez łba
- noskowe
- z łbem walcowym[3]
  - małym
  - dużym
- z czopem gwintowym

## Normalizacja
Normy opisujące sworznie:
- z łbem: PN-EN 22341[3]
- bez łba: PN 83002[1]